# Veio Tito Sicinio
Tito Sicinio (Roma, ... – ...; fl. IV secolo a.C.) è stato un politico romano.

## Biografia
Nel 395 a.C. fu l'autore della proposta di trasferire a Veio, caduta l'anno prima, un certo numero di cittadini, con l'idea che si potesse realizzare un unico stato i cui cittadini abitassero le due città.
Fu rieletto anche l'anno successivo.
(Tito Livio, "Ab Urbe Condita", V, 2, 25.)